# 小勝郷右
小勝郷右（おがつ きょうすけ、1919年5月2日 - 1993年8月2日）は、日本の花火師。

## 略歴
東京府（現府中市）生まれ。本名・小勝恭亮。東京府立府中農蚕学校（現東京都立農業高等学校）卒。幼少より実家の花火製造に従事し、19歳で火薬類作業主任試験合格。兵役ののち、国内外で花火師として活動。丸玉屋小勝煙火店代表取締役社長。花火に関するものや自伝などの著作がある。

## 著書
- 『日本花火考』毎日新聞社 1979
- 『花火をあげる』ポプラ社 1981
- 『花火-火の芸術』1983 岩波新書
- 『世界の空に花火を咲かせて 花火師ひとり世界冒険奮戦記』かのう書房 1987
- 『短気負けん気花火師一代』柏書房 1989